# Dr.モローのリッチな生活
『Dr.モローのリッチな生活』（ドクターモローのリッチなせいかつ）は、Dr.モローによる日本のギャグ漫画作品。『コミックガム』（ワニブックス）にて連載中。当初は『コミックドルフィン』（司書房）に連載、FOX出版より単行本を刊行していたが『コミックドルフィン』の休刊、及びFOX出版の体制の変更に伴いワニブックスに移籍。
主に作者の日常や身の回りの出来事を描いた内容である。登場人物に目線が入れられている（一部のキャラクターは目線なし）。雑誌連載当初は単行本と同じ『Dr.モローのリッチな生活』のタイトルで掲載されていたが作者の住宅ローンが始まった時に『Dr.モローのビンボーな生活』に変更され住宅ローン完済後は再び『Dr.モローのリッチな生活』に戻った（単行本は『Dr.モローのリッチな生活』のままだった）。ワニブックス移籍後の単行本はタイトル末尾に「G」がつき新たに1巻からとなった。

## 主な登場人物
Dr.モロー
本作の主人公。漫画家。神奈川の湘南地方に在住。日々仕事に追われながらその日常を漫画にしている。
Y田くん
作者の相方にしてアシスタント。エッチなゲームやDVDが大好き。腰痛持ち。作者いわく「うっかり大魔王」。また素敵発言で周囲を唖然とさせる事も多い。物欲に火がつくと車ですら衝動買いをしてしまう事がある。。
M氏
公私共に作者を手助けするデザイナー。作者のパソコンをしょっちゅう壊す。また作者がコミケグッズのデザインを発注するとあとで必ずミスや誤植が発覚する。「パソコンクラッシャー」「誤植の帝王」「天災デザイナー」などの異名を作者につけられている。痔持ち。
Uえちゅき
元FOX出版編集でモローの担当編集だった。現在はコミックガム外部編集。編集部を何社か渡り歩いている。かなりキャラクターの立った人物でその言動はこの漫画のネタにされやすい。
パソコン魔人
モロー家のパソコンの面倒を見てくれたり即売会の手伝いをしてくれたりしている友人。ときおり無茶な頼みごとをされたりもしている。。作中の姿は壷から出てくる魔人をモチーフにしたもの。
愚父
作者の父親。作中ではシルクハットとマントをつけた姿をしている。連載初期は病気や怪我ネタでの登場が多かった。
愚母
作者の母親。作者いわく人の話を聞かないタイプでマイペース。作中では結構ネタにされている。健康グッズに凝っていて作者にも勧めてくるがあまり役にたたないものが多い。
愚妹
作者の妹。作中ではY田くん同様作者の相方役で登場している事が多く登場頻度も多い。ただし結婚してからは登場回数がかなり減っている。
愚弟
作者の弟。二人おり、作中では愚弟1号愚弟2号と呼ばれている。

## 単行本
- Dr.モロー&スタジオ寿『Dr.モローのリッチな生活』 発行：FOX出版〈FOX COMIICS〉、発売：文苑堂、全4巻
  1. しょにょいち（1991-1993）、2002年8月15日発行、ISBN 4-925148-38-9
  2. しょにょに（1994-1996）、2002年9月8日発行、ISBN 4-925148-42-7
  3. しょにょさん（1997-1999）、2002年10月25日発行、ISBN 4-925148-44-3
  4. しょにょよん（2000-2002）、2006年5月1日発行、ISBN 4-903421-04-X
- Dr.モロー&スタジオ寿『Dr.モローのリッチな生活G』ワニブックス〈ガムコミックス〉、既刊4巻
  1. 2008年8月10日発行、ISBN 978-4-8470-3648-4
  2. 2010年12月10日発行、ISBN 978-4-8470-3757-3
  3. 2013年7月10日発行、ISBN 978-4-8470-3877-8
  4. 2016年2月25日発行、ISBN 978-4-8470-3972-0